# Wanyūdō

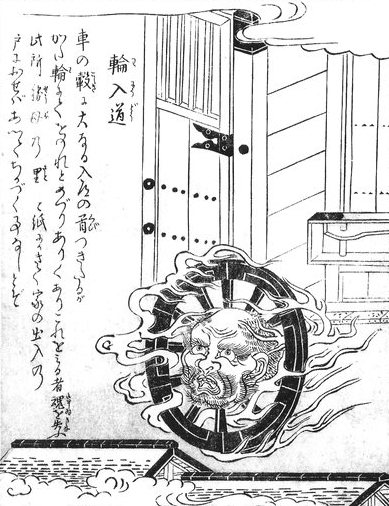
Una raffigurazione di Wanyudo del 1779

Wanyūdō (輪入道, letteralmente "monaco della ruota"), chiamato anche "ruota di fuoco" o "ladro di anime", è uno Yōkai giapponese descritto nel Periodo Heian.

## Descrizione
Wanyūdō prende la forma di una ruota di un carro con un volto umano. Il folclore ritiene che esso sia l'anima tormentata di un antico Daimyō, conosciuto per la sua abitudine di torturare i suoi prigionieri con una ruota. Si dice sia un guardiano infernale e che nel suo girovagare eterno per le strade dei mortali, rubi l'anima a chi ha la sfortuna di incrociarlo.

## Leggende
Una delle leggende più famose proviene da Kyoto, dove il demone rispose alle urla di una donna:"Non guardare me, veglia su tuo figlio!". Quando lei cercò con lo sguardo il figlio, lo trovò agonizzante al suo fianco, senza una gamba. Quindi tornò a osservare lo yokai, che stava intanto divorando la gamba del bambino.